# Peștele Austral (constelație)
Peștele Austral (pe latinește Piscis Austrinus) esto o constelație mică din emisfera australă.

## Descriere și localizare

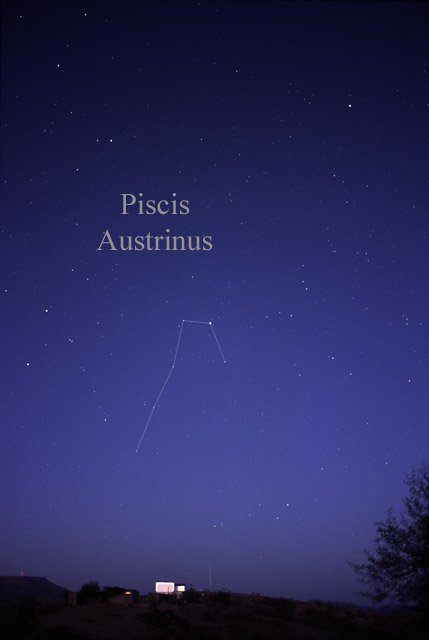
Constelația Peștele Austral văzută cu ochiul liber. Pentru identificarea mai ușoară au fost trasate linii între stele.

## Obiecte cerești

### Nebuloase,roiuri de stele,galaxii
Coordonate:  22h 00m 00s, −30° 00′ 00″